# 莫登庸
莫太祖（越南语：／，1483年12月22日—1541年8月22日），名莫登庸（越南语：／），當時明朝和越南黎中興朝對他有「逆庸」的稱呼。他是越南莫朝開國皇帝。1527年至1529年期間在位。

## 祖先
莫登庸為陳朝狀元莫挺之的七世孫、莫邃的五世孫。莫登庸祖籍平河南堆（即至靈縣龍洞社），後來其祖父莫萍遷居到了宜陽古齋社（今海防市建瑞縣）。莫萍生莫檄，莫檄則娶同社人鄧椿的長女鄧氏孝，生下了三子：莫登庸、莫篤信、莫(言厥)。

## 從漁夫到將軍
莫登庸年幼的時候家境十分貧困，因此自小從事漁業為生。長大後，以健壯而且武藝高強，考中力士成為宿衛（一說考中武舉成為宿衛）。1508年，莫登庸被威穆帝任命為天武衛都指揮使司都指揮使。
1511年，莫登庸被襄翼帝進封為武川伯。1516年，因襄翼帝暴虐，鄭惟㦃發動兵變將其殺害。鄭惟㦃立黎光治為帝，但不久黎光治就被鄭惟㦃的哥哥鄭惟岱劫持到了西都（今清化），將其殺死。而安和侯阮弘裕得知襄翼帝被弑，舉兵攻打並劫掠了東都昇龍，擁立黎昭宗為帝，遷到了西都。大臣黎廣度不服，投奔了陳暠的叛軍。陳暠叛軍則趁機佔據了東都。黎昭宗發兵鎮壓後，兩位討敵有功的軍閥鄭綏和阮弘裕等人發生衝突，互相攻伐。鐵山伯陳真支持鄭綏，1517年，阮弘裕從清化前往朝見黎昭宗，當時莫登庸正在鎮守山南，陳真建議莫登庸在中途將其截殺，但莫登庸不忍，因此阮弘裕倖免於難。
陳暠之亂失敗之後，黎廣度被押解進京。在莫登庸的奏請下，黎廣度被誅殺。
當時黎昭宗年幼，各地將領擁兵自重，互相攻伐。鐵山伯陳真發兵驅逐了阮弘裕，控制了昇龍。陳真以黎昭宗的名義，令阮公度率步兵、莫登庸率水兵追擊，阮弘裕逃到了淳祐。官軍掘開了阮弘裕父親阮文郎的墳墓，開棺斬首。莫登庸本欲率軍進攻，但收到了阮弘裕寫給他的一封信和一首詩，於是擁兵不戰，阮弘裕得以率軍回到清化。
陳真驅逐阮弘裕後，大權在握，黎昭宗僅僅只是個傀儡。莫登庸也十分畏懼他，令兒子莫登瀛娶陳真的女兒為妻。當時有人創作了一首詩，稱陳真會篡位成為明君。因此國舅褚啓、壽國公鄭侑、瑞郡公吳柄建議黎昭宗殺之。黎昭宗遂誘陳真進入宮殿之中殺害。但陳真的餘黨黃維岳、阮敬、阮盎等發動叛亂，劫掠昇龍；黎昭宗逃到了嘉林菩提津避難，下令阮弘裕率軍勤王，但阮弘裕按兵不動。不得已之下，黎昭宗想起了莫登庸，於是派遣恭儉侯何文正、檜溪伯黎大堵前往海陽，邀請莫登庸出山，並委之以兵權。莫登庸把黎昭宗迎到了菩提津。莫登庸率水軍駐紮珥河，派人詔諭阮盎等人投降，阮盎回書要求殺死褚啓、鄭侑、吳柄三人。莫登庸遂將三人處死，但阮盎、阮敬等仍舊拒絕歸順。
莫登庸認為菩提津離陳真餘黨的勢力範圍太近，將黎昭宗迎到了寶洲（屬慈廉縣）。御史臺都御史杜岳、副都御史阮豫反對，被莫登庸殺死。與此同時，鄭綏、阮敬等人擁立黎榜為帝，公開與黎昭宗對抗；不久又廢之，改立黎槱為帝。
黎昭宗見莫登庸不能平叛，令阮弘裕前來助陣。阮弘裕領清化兵、莫登庸領山南兵，攻打阮盎、阮敬於山西，阮弘裕慘敗，自認為不能得勝，率軍先回到了清化，只留莫登庸軍與阮盎等人相持。黎昭宗只得更加重用莫登庸，任命他為提統水步諸營事，掌管討伐阮盎叛軍的所有兵馬。
1519年，戰局開始得到轉機。先是莫登庸在菩提津大破鄭綏的兵馬，鄭綏挾持黎槱退往安朗；不久莫登庸又在慈廉掘開堤壩大破鄭綏軍，擒獲黎槱殺之。以此功績，莫登庸被封為明郡公。黃惟岳、阮盎、阮敬都投靠了莫登庸，莫登庸的勢力越來越壯大。
1521年，莫登庸被封為仁國公，節制十三道水步諸營，掌握後黎朝朝廷的軍權；黎昭宗親自來到莫登庸的邸宅，晉陞莫登庸為太傅；隨後莫登庸率軍前往京北镇諒源地方鎮壓了陳昇（陳暠之子）的餘黨。次年，莫登庸又鎮壓了黎克綱、黎伯孝的叛亂。

## 篡位的準備
莫登庸權勢日熾，欲控制黎昭宗，派女兒進入宮中服侍黎昭宗，實際上是監視黎昭宗的一舉一動。莫登庸封其長子莫登瀛為毓美侯，掌金光殿；莫登庸本人出行的時候則僭用皇帝的儀衛。署衛阮構、都力士明山伯阮壽、覃舉等人反對，莫登庸殺之。黎昭宗不能忍，1522年，黎昭宗與范獻、范恕等人密謀，與西京的鄭綏秘密相約討伐莫登庸，不久黎昭宗也隻身逃出昇龍，來到山西明義縣的夢山中躲避。莫登庸得知後，派黃惟岳前往追捕，黎昭宗發兵抗拒，黃惟岳被殺。與此同時，莫登庸召集群臣，聲稱黎昭宗被奸臣劫持到外地，擁立昭宗的弟弟黎椿為帝，改元統元，是為黎恭皇。
黎昭宗在山西的時候本來前來勤王的勢力很大，但由於聽信宦官范田的讒言導致人心渙散。而鄭綏的部將阮伯紀前來參謁，范田恐其爭權，慫恿黎昭宗將其殺死。鄭綏十分惱火，發動兵變，將黎昭宗劫持到了清化。
莫登庸遙廢黎昭宗為陀陽王，並屢次挾持黎恭皇進攻鄭綏和黎昭宗。1524年，黎恭皇晉陞莫登庸為平章軍國重事、太傅、仁國公；1525年莫登庸又被封為都將、總率天下水步諸營，在清化一舉攻滅了鄭綏的勢力，擒獲黎昭宗，押往昇龍囚禁。次年莫登庸指使沛溪伯范金榜將黎昭宗殺害。
此時莫登庸的黨羽遍佈朝中，莫登庸決定篡奪皇位。早在1524年被任命為平章的時候，莫登庸就奏請封陳真的兒子陳實為弘休伯，試圖尋求陳真餘黨的支持。到了1527年，在莫登庸的授意下，朝廷派人前往莫登庸的祖籍地宜陽古齋社，給莫登庸加九錫，封安興王。不久又炮製了一首頌揚周公輔佐周成王的詩。莫登庸從古齋前往昇龍，在他的授意下，群臣建議黎恭皇禪位。武睿等忠於後黎朝的大臣不服，辱駡莫登庸，皆被殺。

## 建立莫朝

### 受禪稱帝
1527年4月，莫登庸接受了黎恭皇的禪位，成立莫朝，改元明德，自號「法天撫運皇帝」，黎恭皇被廢為泰王。不久脅迫黎恭皇與太后鄭氏鸞一起自殺。莫登庸封莫護（原名武護）為靖國公、中官阮世恩為蒞國公，以他們為左輔右弼。莫登庸怕生變亂，因此在篡位之初一切遵守後黎朝的法度，試圖尋求後黎朝遺臣的支持。可是大多數後黎朝功臣子孫多逃竄外國或隱姓埋名，有的甚至聚眾成匪。阮弘裕的养子安清侯阮淦率其子弟逃往哀牢（寮國），國主乍斗將其安置在岑州，圖謀恢復後黎朝，後來成為了莫朝在國內最大的敵對勢力。次年，莫登庸認為天下逐漸趨於太平，方才開始改革兵制、田制、祿制、地方官制。
1529年，莫登庸以年老為由讓位給兒子莫登瀛，自稱太上皇，退隱到了宜陽縣古齋的祥光殿，以漁為業，遨遊自樂。事實上，莫登庸退隱到古齋時仍遙控著莫朝的朝政，其真正目的是為了為其子莫登瀛的外援。

### 後黎朝遺臣的復興運動
1530年，清化人黎意自稱後黎朝宗室的外孫，在椰州起兵，宣佈恢復黎昭宗的光紹年號。後黎朝遺臣紛紛投奔其麾下，短短旬月之間各郡縣紛紛響應，兵至數萬人，屯兵馬漆江。太上皇莫登庸親自征討，但屢戰屢敗，只得退回昇龍，留太師麟國公莫國楨防禦。莫國楨退守宋江。
黎意的勢力越來越大，攻入了西都城。莫登瀛得知此事，率軍親征，與莫國楨合兵擊之，被黎意大敗。此時黎意聲名大振，退往椰州享樂。莫國楨得知黎意無備，率師偷襲，將其擒獲，車裂於昇龍。黎意的殘部逃往哀牢投奔阮淦，使阮淦勢力得到壯大；同時阮淦找到了一位名叫黎寧的人士，自稱是黎昭宗之子，將其立為皇帝（是為後黎莊宗），試圖讓其歸國復位。
為了防止後黎朝遺臣的叛亂，莫登庸下令收繳全國百姓手中持有的槍劍及尖刀等武器，違者依法論處。這在一定程度上使莫朝的治安狀況有所好轉，出現了「道不拾遺、外戶不閉」的情景。

### 與明朝的關係
早在1522年的時候，黎昭宗出逃山西，黎昭宗的母親鄭氏鸞與弟弟黎椿（即後來的黎恭皇）都未及隨行，留在了昇龍。鄭氏鸞派人秘密出使明朝，通告了莫登庸驅逐國主之事。當時嘉靖帝剛剛繼位，派遣編修孫承恩、給事中俞敦詔諭其國，但在龍州聽說安南大亂，只得返回。1525年，黎昭宗遣使赴明朝貢並請求冊封，希望得到明朝的支持，但被莫登庸阻止。次年莫登庸賄賂欽州判官唐清，要求為其所立的傀儡黎恭皇請求冊封，但唐清被兩廣總督張嵿逮捕入獄，冊封之事成為泡影。
1528年，莫登庸篡奪後黎朝皇位之後，遣使赴明廷，聲稱後黎朝子孫滅絕，無人可以繼承皇位；臨終前囑咐讓大臣莫氏權管國事。同時宣稱莫氏得到了群臣擁戴和百姓的擁護，請求明廷冊封其為安南國王。嘉靖帝派人暗中前往安南訪查，得知莫登庸系篡位，因此暗中訪查黎氏子孫，並痛罵了莫朝的使者。莫登庸畏懼，重金向明朝進貢，雙方關係方才和緩。此後不少後黎朝遺臣逃亡明朝通告其篡位之事，請求明廷協助恢復後黎朝，都因莫登庸通過向邊境官員行賄而失敗了。
1533年，流亡哀牢的後黎莊宗黎寧策劃重建後黎朝，同時派遣鄭惟僚出使明朝，自稱世孫，通告莫登庸篡位之事。1537年，嘉靖帝下令列舉了莫登庸十大罪，令戶部侍郎胡璉、高公韶前往雲貴、兩廣調度軍糧，以咸寧侯仇鸞總督軍務、兵部尚書毛伯溫參贊軍務，以都督僉事江桓、牛桓為左右總兵，準備發兵征討安南，但在嚴嵩、張瓚等人的勸說下取消了計劃。不久雲南巡撫汪文盛抓獲了莫朝的間諜，這使嘉靖帝大為震怒，下令依照原來的計劃征討安南。汪文盛傳檄安南，若有擒獲莫登庸父子者，賞賜官爵及白銀萬兩；同時下書莫登庸處，稱若其能夠投降，即赦免其罪。
得到此消息後，莫登庸派遣阮文泰出使明朝，獻表請降。1540年，莫登庸留皇帝莫福海守國（此時莫登瀛已逝世，子莫福海繼位），自己與侄兒莫文明以及大臣武如桂、杜世卿、鄧文值等四十餘人自縛，經過邊境的鎮南關（今中越邊境的友誼關），前往汪文盛的軍中投降，頓首認罪；並獻上地圖和金銀珠寶等物，請求內屬明朝的欽州。同時割讓高平一帶的安廣、永安州、澌浮、金勒、古森、了葛、安良、羅浮諸洞土地給明朝。明朝於是取消出兵計劃。
莫登庸派遣阮文泰、許三省等人赴燕京獻表投降，明將毛伯溫等人也來到燕京，奏稱莫登庸投降之事。嘉靖帝準其投降，令廣西布政司頒賜《大統曆》，封莫登庸為安南都統使，子孫世襲此職，安南內政悉聽其管理。

## 逝世
與此同時，後黎莊宗派遣阮淦、鄭檢、鄭公能、賴世榮等人已經攻取了西都清化，佔據了南部的大片土地，在西都重建後黎朝。後黎朝的遺臣紛紛前去投奔，支持後黎朝的莫朝地方官員也紛紛倒向後黎朝，越南進入了南北朝時代。
廣和元年八月二十一日（1541年9月11日），莫登庸逝世，皇帝莫福海（莫憲宗）開始親政。
死後廟號太祖，諡號仁明高皇帝，葬安陵（An Lăng）。

## 後世評價
由於莫登庸篡奪了後黎朝的皇位，後來又向明朝投降，傳統越南史官不承認莫氏皇位的正統性。近代越南歷史學家陳仲金稱他為亂臣賊子和賣國賊。越共學者們對莫登庸的評價依然非常差，認為莫登庸投靠外國，「非常無恥」。

## 家族
- 父：莫檄 [8]
- 母：鄧氏孝（鄧椿之女）[8]
- 兄弟：
  - 信王 莫(言厥)（莫橛、莫𠎮）[8][23]
  - 慈王 莫篤信（莫篤）[8]
- 姊妹： 
  - 莊和長公主 莫氏
  - 慶艷公主 莫氏玉璤（初嫁進郡公阮領，後改嫁臨國公裴堵）[39]
  - 繡華公主 莫氏玉瑛（嫁靖國公武護）[27][28]
- 妻：
  - 阮氏玉璇（通郡公阮時雍之女，為黎恭皇皇后的妹妹。）[23]
  - 武氏玉全[40]
- 子女：
  - 莫太宗 莫登瀛
  - 弘王 莫正中
  - 定王 莫福山
  - 康王 莫仁甫
  - 廣王 莫光啟
  - 莫仁廣
  - 莫大慶
  - 嘉王 莫大用（早卒）
  - 子（失名）
  - 子（失名）
  - 瑞寧公主 莫玉壽
  - 泰安公主 莫玉珠
  - 寶華公主 莫玉光
  - 莫玉姿
  - 莫洪玉（早卒）
  - 莫端肅（早卒）
  - 莫玉蘭（早卒）
  - 有一養女嫁黎昭宗[21]

## 腳註
1. ↑  《明世宗肅皇帝實錄》（卷之一百九十九）：「安南為我祖宗封國，懬焉得而授之逆庸?」
2. ↑  《皇明名臣經濟錄》（卷二十五)：「四年夏，黎𬤝遣陪臣黎盛、阮正卿等赍捧岁贡，奏事求讨等，礼被逆庸遮道不前，续差拔萃。黎景、朱埴抱本间道潜乞援不果，庸益得志，肆无忌惮...」
3. ↑  《皇明嘉隆两朝聞見紀》（卷五)：「既而提督兩廣侍郎潘旦言莫登庸求貢，部議逆庸求貢，遞難準從，宜行提督巡撫總兵等官詳審順逆，相機撫勦。上從部議。」
4. ↑  《桂洲奏議》（卷二十一)：「嘉靖二年正月十六日，本府具啟前事，始通本國世子黎𬤝處，及一國之人鹹仰天朝新政，惠及遠人，不勝感戴。又雲世子前被逆庸等輩敢行僭亂，暫出居遷本國先國王鄉...」
5. ↑  《安南奏議》：「續又准兵部咨為大慶事，該巡撫雲南等處地方都御史汪文盛題前事，本部覆題。節奉聖旨：莫登庸既篡逆本國，又擅作大誥，僭擬名號，好生背叛朝廷，罪在不赦...訪探逆庸水陸堤防，前項兵糧皆所必用」、「逆庸父子，蠻土賊臣，夷裔小醜。乘機危亂，輒肆凶奸，敷虐夷民，篡逼國主，僭稱大號，偽置官屬。甚至干犯不法，擅作大誥，表天闕輒用王章，罪大惡極，死有餘辜...臣等反複參詳，仰見天威遠加，蠻邦震懾，義勇爭奮，夷心已搖，逆庸父子勢漸窮促。合就正名討罪，刈彼凶殘，於以慰一方來蘇之望...」
6. ↑  《安南奏議》（安南萬勝侯鄭肅呈義烈侯文書）：「茲以逆庸攘竊神器，社稷丘墟，生靈塗炭。志節之士，孰不痛心切齒。 期以食逆庸之肉，報君父之讎，如漢民歌吟思漢，存愛戴王室之心」
7. ↑  楊慎《南詔野史》（卷下)（安南武文淵呈朝廷書）：「惟忿登庸父子之奸，浮於莽惡，南土人民，殆甚秦苛。文淵祗承本國，出領宣光，深有益於天朝。恭惟皇帝爺爺陛下，德廣亨屯，量洪極渙，奮武周伐罪之舉，嚴人臣篡弒之誅。文淵求以報國，願為鄉道，勦除逆庸，正名分之乖違，拯生民之塗炭。」
8. 1 2 3 4 5 6  《大越史記全書》784頁
9. 1 2  《大越史記全書》835頁
10. ↑  《越南史略》185頁
11. ↑  《大越史記全書》798頁
12. ↑  《大越史記全書》809頁
13. ↑  《大越史記全書》810~811頁
14. ↑  《大越史記全書》814頁
15. ↑  《大越史記全書》815~817頁
16. 1 2  《大越史記全書》817~819頁
17. 1 2 3 4  《大越史記全書》820~821頁
18. ↑  《大越史記全書》822頁
19. 1 2  《越南史略》186頁
20. ↑  《大越史記全書》824頁
21. 1 2 3  《大越史記全書》826~827頁
22. ↑  《大越史記全書》828~829頁
23. 1 2 3 4  《大越史記全書》831~832頁
24. 1 2 3  《大越史記全書》834頁
25. ↑  《越南史略》187頁
26. ↑  《朝鮮王朝中宗實錄》：「但臣前在中原時, 聞安南國逆賊莫登庸弑君簒國之事, 而未得其詳, 及見禮部奏議, 請軍征討事具載焉。 安南國王黎啁, 先被逆賊陳暠所害, 國人推黎啁之猶子譓, 管理國事, 名分已定。 有權臣莫登庸者, 利其國亂, 視主播遷, 竟不迎復, 乃又擅立幼弟黎慮, 慮旣卒, 又立黎譓之子黎寧, 管國事。 乃假遜位之名, 以成簒奪之計, 鴆殺國主, 專據其國, 國名大越, 年號明德... 阮璟供稱, 莫登庸於嘉靖六年鴆殺黎椿, 及簒位, 自撰大誥, 名曰開皇朝大誥。 其大誥曰: ‘法天撫運皇上, 大誥天下官員云云’, 以堯、舜、禹、湯、武王自比。 又稱 ‘黎恭皇, 知人心天命之有在, 禪朕以大位, 朕不得已受天明命, 爲書五十九條。」
27. 1 2  《大越史記全書》記載靖國公姓莫，缺名。根據《欽定越史通鑑綱目》記載可知，靖國公原名武護，是莫登庸的妹夫，莫登庸即位後賜姓莫。
28. 1 2 3  《大越史記全書》836頁
29. 1 2 3  《大越史記全書》837~840頁
30. 1 2  《大越史記全書》837頁
31. 1 2  《大越史記全書》838頁
32. ↑  《朝鮮王朝中宗實錄》：「自知人心不服, 以謂命運不吉, 及傳位於其子瀛, 自稱太上王。」
33. 1 2  《越南史略》196頁
34. 1 2 3 4  《明史·安南傳》
35. 1 2 3 4  《大越史記全書》845~848頁
36. ↑  《大越史記全書》作“八月二十二日”、《大越通史·逆臣傳·莫登庸傳》作“八月二十七日乙亥”、《大越通史·逆臣傳·莫福海傳》作“八月乙亥”，查萬年曆，該月乙亥日為二十一日，公曆9月11日。
37. ↑  《越南史略》197頁
38. ↑  《越南通史》，明崢著，204頁
39. ↑  《大越史記全書》833頁
40. ↑  Viện Sử học (2007), sách đã dẫn, tr 511